# 彰化縣立竹塘國民中學
彰化縣立竹塘國民中學（英語：Chu-Tang Junior High School，縮寫CTJHS），簡稱竹塘國中、竹中，是一間位於臺灣彰化縣竹塘鄉的縣立國民中學。

## 校史
1961年為了因應一鄉鎮一初中施政計劃，當時尚為溪州初中竹塘分部，在當年招收初中部新生3班，同年12月設校為彰化縣立竹塘初級中學，委派蔡琦擔任該校首位校長。1968年改制為國民中學，更名為彰化縣立竹塘國民中學，坐落於竹塘村竹林路一段550號迄今。校內設有21班普通班（國一7班、國二7班、國三7班）及1班特殊班（特教資源班），校舍建築包括行政大樓、北棟教室、南棟教室、曉陽館、志工教室、陶藝教室、教師宿舍等，卻沒有禮堂。該校以「凜六蔽之訓 遵九思之方」（學校嚴肅看待六種弊端而不偏私，學生能夠謹言慎行且自我反省）作為教育目標，因此重視閱讀與品德教育。
竹塘國中雖位處偏遠地區，但從2004年開始學生人數不斷急增，班級數目由原來的十五班增到廿五班。2018年，學校除了成立網博社支持學生參加台灣學校網界博覽會，亦與彰化縣立彰安國民中學合作發展「鐵道微縮模型製作」課程，運用3D列印等素材，將彰化特色景點融入鐵道模型。2019年1月，校方為了讓學生擴大國際觀，時任校長黃仲平曾率團前往日本長野縣小谷中學校交流六天，培養其對「多元文化與國際理解」的核心素養能力。同年7月底，校內學生跟彰安國中組隊赴御台場參加《第11屆全日本高中鐵道模型競賽》，並分別獲得「設計特別獎」（王功漁港）、「理事長特別賞」（八卦山大佛）殊榮。
2021年12月11日，竹塘國中舉行60週年校慶，在中研院人社中心及林務局找到45張相片，展示了從1961年到2019年間學校航照圖的變化。

## 学校位置
彰化县竹塘乡竹林路一段550号。

## 歷任校長
| 上任時間   | 姓名   |
| ---------- | ------ |
| 1961年12月 | 蔡琦   |
| 1969年8月  | 劉琥   |
| 1974年9月  | 呂春福 |
| 1980年9月  | 黃騰洲 |
| 1982年9月  | 鄭正棠 |
| 1990年9月  | 林正義 |
| 1996年9月  | 蔡永發 |
| 2002年8月  | 李正龍 |
| 2006年8月  | 蔡永發 |
| 2014年2月  | 邱昺富 |
| 2017年2月  | 黃仲平 |

## 外部連結
- 彰化縣立竹塘國民中學的Facebook專頁
- 彰化縣立竹塘國中家長委員會的Facebook專頁